# Melinna buskii
Melinna buskii är en ringmaskart som beskrevs av McIntosh 1922. Melinna buskii ingår i släktet Melinna och familjen Ampharetidae. Inga underarter finns listade i Catalogue of Life.